# Uedemer Hochwald
Uedemer Hochwald este o arie protejată (arie specială de conservare — SAC, sit de importanță comunitară — SCI) din Germania întinsă pe o suprafață de 422,67 ha, integral pe uscat.

## Localizare
Centrul sitului Uedemer Hochwald este situat la coordonatele 51°40′27″N 6°21′49″E / 51.6742°N 6.3636°E.

## Înființare
Situl Uedemer Hochwald a fost declarat sit de importanță comunitară în martie 2001 pentru a proteja un număr necunoscut de specii din flora spontană și fauna sălbatică aflate în arealul zonei. Situl a fost protejat și ca arie specială de conservare în octombrie 2010.

## Biodiversitate
Situată în ecoregiunea atlantică, aria protejată conține 2 habitate naturale: Păduri de fag Luzulo-Fagetum, Păduri acidofile de stejar bătrân cu Quercus robur pe câmpii nisipoase.
La baza desemnării sitului se află un număr nedeclarat de specii protejate.